# 宇野善康
宇野 善康（うの　よしやす、1928年6月8日-2015年3月11日）は、日本の社会心理学者。
愛知県豊田市出身。1958年慶應義塾大学大学院博士課程満期退学、慶大文学部助手、1962年講師、1964年助教授、1969年「革新的アイデアの開発普及過程に関する研究 コミュニケーション科学的観点からのアプローチ」で社会学博士。1971年教授、1972年同社会学研究科教授、1994年定年退任、名誉教授、愛知淑徳大学教授。2004年退職。普及学、イノベーション理論を研究した。宇野の「革新的アイデア」はイノベーションに対応する邦訳語であり、技術革新よりも広い原義を表している。

## 著書
- 『<普及学>講義 イノベーション時代の最新科学』有斐閣選書 1990
- 『イノベーションの開発・普及過程 コミュニケーション科学による統合的解明』晃学出版 2004

共著
- 『国際摩擦のメカニズム 異文化屈折理論をめぐって』鈴木孝夫、鶴見和子、鳥羽欽一郎、澤木敬郎、野元菊雄共著 サイエンス社 人文社会叢書 1982

### 翻訳
- John Ball, Francis C.Byrnes 編『視覚コミュニケーション 理論・技術・管理』訳著 正栄社 1965
- E.M.ロジャーズ『イノベーション普及学入門 コミュニケーション学、社会心理学、文化人類学、教育学からの学際的・文化横断的アプローチ』監訳 産業能率大学出版部 1981
- E.M.&R.A.ロジャーズ『組織コミュニケーション学入門 心理学的アプローチからシステム論的アプローチへ』浜田とも子共訳 ブレーン出版 1985
- E.M.ロジャーズ『イノベーション普及学』青池愼一共監訳 産能大学出版部 1990

## 論文
- Cinii

## 注
1. ↑  宇野善康氏訃報：東京新聞[リンク切れ]
2. ↑  『現代日本人名録』[要ページ番号]